# جوليا مارينو
جوليا مارينو (بالإنجليزية: Julia Marino)‏ هي متزلجة أمريكية، ولدت في 11 سبتمبر 1997 في ويستبورت (كونيتيكت) في الولايات المتحدة.

## وصلات خارجية
- جوليا مارينو على موقع الاتحاد الدولي للتزلج (ركوب لوح الثلج) (الإنجليزية)
- جوليا مارينو على موقع اللجنة الأولمبية الدولية (الإنجليزية)
- جوليا مارينو على موقع أوليمبيديا (الإنجليزية)
- جوليا مارينو على موقع اللجنة الأولمبية والبارالمبية الأمريكية (الإنجليزية)
- جوليا مارينو على موقع ألعاب إكس (مؤرشف) (الإنجليزية)